# 本州四國聯絡道路

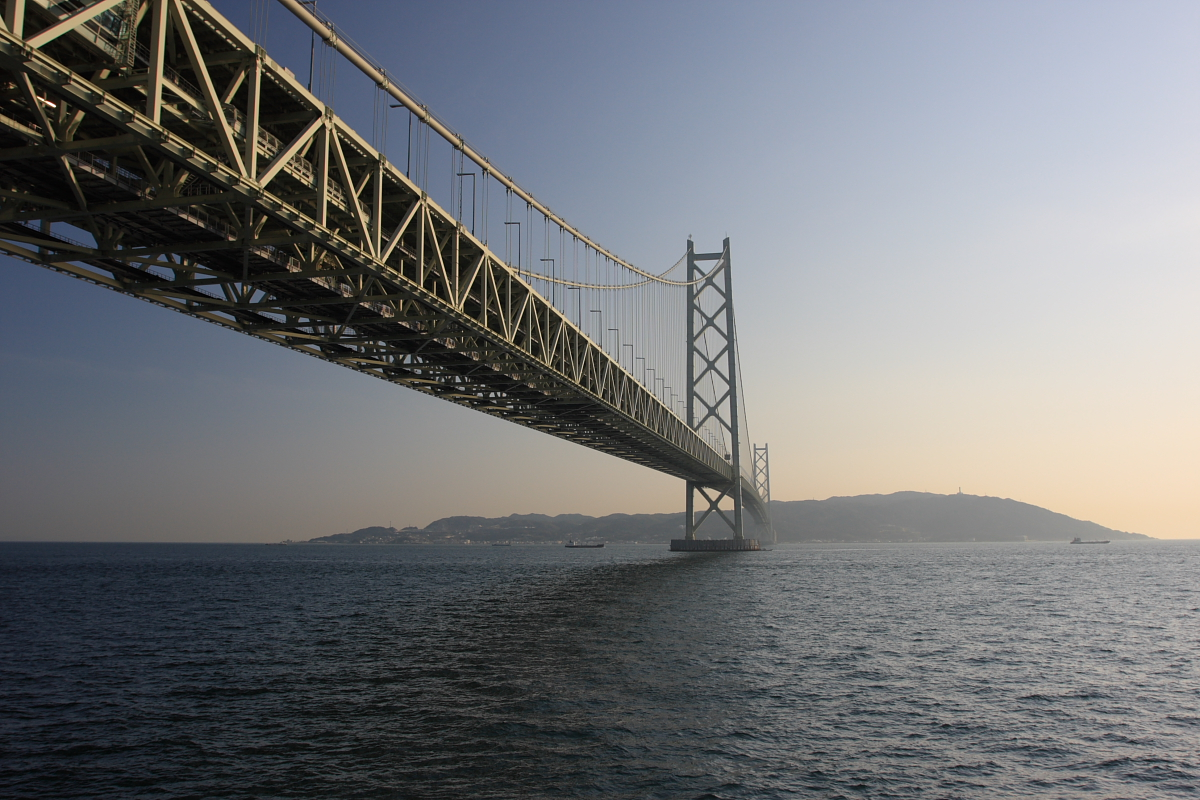
神戶淡路鳴門自動車道（明石海峡大桥路段）

本州四國聯絡道路（日语：／ honshū shikoku renraku dōro */?）是連接日本的本州、四國兩大本島之間的公路系統，由3條高速公路等級之收費道路構成，均屬一般國道。簡稱本四道路。管理機構為本州四國聯絡高速道路（JB本四高速）。
本州四國聯絡道路由東起依序為神戶・鳴門路線（神戶淡路鳴門自動車道）、兒島・坂出路線（瀨戶中央自動車道）、尾道・今治路線（西瀨戶自動車道）。3條路線均為汽車專用道路，但尾道・今治路線的海上橋樑路段併設摩托化自行車、自行車、行人的專用道路（新尾道大橋除外）。
- 神戶・鳴門路線（紅色）
- 兒島・坂出路線（藍色）
- 尾道・今治路線（綠色）

## 關連項目
- 本州四國聯絡橋（日语：本州四国連絡橋）（同時包含公路、鐵路及維生管線）
- 高規格幹線道路
- 近畿地方道路列表
- 中國地方道路列表
- 四國地方道路列表（日语：四国地方の道路一覧）

## 外部連結
- JB本四高速 -本州四國連絡高速道路株式會社 （页面存档备份，存于）